# Verzögerungszünder

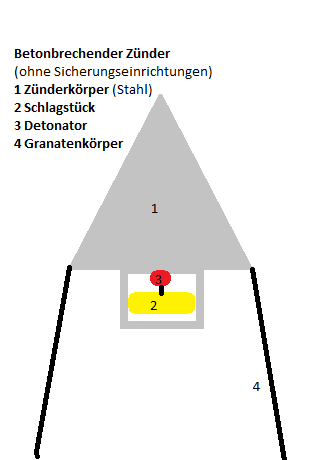
Bunkerbrechender Aufschlagzünder mit Verzögerung

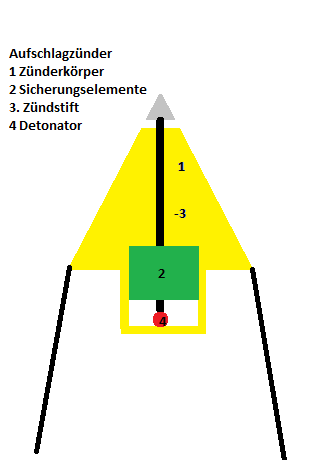
Aufschlagzünder (ohne Verzögerung)

Verzögerungszünder bewirken grundsätzlich eine zeitversetzte Zündung von Explosivstoffen, die in verschiedenen Bereichen eingesetzt werden.

## Geschichte und Konstruktionsformen
Die ältesten bekannten Verzögerungszünder sind Brennschnüre, Fachbegriff Lunte. Lunten wurden in der Regel für deponierte Sprengstoffe oder für Feuerwaffen für die „Zündung vor Ort“, seltener bei Wurfgeschossen genutzt. Durch die Entwicklung von Explosivgeschossen für Feuerwaffen und für Fliegerbomben wurden weitere Formen von Verzögerungszündern entwickelt. Das SOE setzte im Zweiten Weltkrieg tausende von Verzögerungszündern ein, um die Wirtschaft und das Militär des Gegners zu schwächen. In der Pyrotechnik werden noch heute Lunten aber auch moderne Entwicklungen der Verzögerungszünder mit elektronischen Steuerungen eingesetzt.
Um unterschiedliche Ziele wirkungsvoller bekämpfen zu können, werden für Artilleriegeschosse Aufschlagzünder genutzt, die auch als Verzögerungszünder wirken können. An diesen kann vor dem Verschuss die Funktion „mit Verzögerung“ (m.V.) oder „ohne Verzögerung“ (o. V.) eingestellt werden. "Mit Verzögerung" detoniert die Explosivladung nicht beim Aufprall, sondern erst nachdem das Geschoss in das Ziel eingedrungen ist oder als Abpraller über dem Ziel. Besonders gehärtete Ziele wie Bunker werden mit verzögernden Betonbrechzündern bekämpft.

Für massive panzerbrechende Geschosse werden Bodenzünder eingesetzt, die als Aufschlagzünder mit Verzögerung wirken.